# Tarphius nodosus
Tarphius nodosus is een keversoort uit de familie somberkevers (Zopheridae). De wetenschappelijke naam van de soort werd in 1854 gepubliceerd door Thomas Vernon Wollaston.